# 스위치 - 세상을 바꿔라
《스위치 - 세상을 바꿔라》는 2018년 3월 28일부터 2018년 5월 17일까지 SBS에서 방송된 드라마 스페셜이다.

## 줄거리
진짜와 가짜의 콜라보! 사기꾼에서 검사로 얼떨결에 롤러코스트한 사도찬이, 법꾸라지들을 화끈하게 잡아 들이는 통쾌한 사기 활극

## 등장 인물

### 주요 인물
- 장근석 : 사도찬 / 백준수 역 (아역 : 최승훈)- 사기꾼 / 서울중앙지검 형사부 검사
- 한예리 : 오하라 역 - 서울중앙지검 형사부 검사
- 정웅인 : 금태웅 역 - 필 갤러리 대표

### 도찬의 사기단 멤버
- 조희봉 : 봉감독 역 - 바람잡이
- 신도현 : 소은지 역 - 사기배우
- 안승환 : 전인태 역 - 해커

### 금태웅의 측근
- 이정길 : 최정필 역 - 前 총리
- 권화운 : 조성두 역 - WK무역회사 사장
- 송원석 : 김현욱 실장 역 - 금태웅의 행동대장

### 검찰청 사람들
- 박원상 : 양지승 역 - 서울중앙지검 형사6부 부장검사
- 최재원 : 정도영 역 - 서울중앙지검 검사장
- 서영수 : 길대로 역 - 서울중앙지검 형사6부 검사
- 이새봄 : 강미란 역 - 검찰청 소속 여경

### 오하라 가족
- 김서라 : 오하라 모 역 - 하라·소라의 친모
- 이주연 : 오소라 역 - 하라의 동생, 인터넷 언론사 기자

### 그 외 인물
- 손병호 : 뻥영감 역 - 뻥튀기 장수
- 배민희 : 진경희 역 - 서울중앙지검 차장검사
- 차엽 : 고기봉 계장 역 - 수사관
- 이종박
- 이규호 : 신장훈 역
- 차순형
- 김도현 : 남승태 역
- 이원희 : 감찰부 차검사 역
- 조지현
- 김문수
- 한승수
- 김재원
- 이장원
- 전수환
- 차지원
- 정영도
- 정재용
- 이주예
- 조은
- 정종열
- 송경의
- 박기륭
- 이윤상
- 조민제
- 정병호
- 현봉식
- 남연우
- 이승형 : 강한집 대통령 역
- 이운산 : 변호사 역
- 김도현
- 신지연 : 그레이스 청 역
- 조셉
- 유준서
- 안명주

### 특별출연
- 손은서 : 최민아 역

## 시청률
최저 시청률과 최고 시청률은 시청률 조사회사와 지역별로 시청률에 차이가 있을 수 있습니다.
| 2018년 | 2018년   | 2018년         | 2018년       | 2018년         | 2018년       | 2018년 |
| 회차   | 방송일   | TNmS 시청률    | TNmS 시청률  | AGB 시청률     | AGB 시청률   |        |
| 회차   | 방송일   | 대한민국(전국) | 서울(수도권) | 대한민국(전국) | 서울(수도권) |        |
| ------ | -------- | -------------- | ------------ | -------------- | ------------ | ------ |
| 제1회  | 3월 28일 | 6.2%           | 6.7%         | 7.0%           | 7.5%         |        |
| 제2회  | 3월 28일 | 7.3%           | 7.7%         | 7.9%           | 8.3%         |        |
| 제3회  | 3월 29일 | 7.0%           | 7.4%         | 6.8%           | 7.3%         |        |
| 제4회  | 3월 29일 | 7.0%           | 7.5%         | 7.6%           | 8.1%         |        |
| 제5회  | 4월 4일  | 5.5%           | 6.1%         | 5.6%           | 6.2%         |        |
| 제6회  | 4월 4일  | 6.4%           | 7.3%         | 6.7%           | 7.6%         |        |
| 제7회  | 4월 5일  | 6.6%           | 7.5%         | 6.6%           | 7.6%         |        |
| 제8회  | 4월 5일  | 6.7%           | 7.8%         | 7.6%           | 8.7%         |        |
| 제9회  | 4월 11일 | 5.8%           | 6.0%         | 5.8%           | 6.1%         |        |
| 제10회 | 4월 11일 | 6.5%           | 6.8%         | 6.9%           | 7.2%         |        |
| 제11회 | 4월 12일 | 5.2%           | 5.4%         | 5.7%           | 5.9%         |        |
| 제12회 | 4월 12일 | 6.3%           | 6.7%         | 6.8%           | 7.3%         |        |
| 제13회 | 4월 18일 | 5.1%           | 5.6%         | 4.9%           | 5.5%         |        |
| 제14회 | 4월 18일 | 5.8%           | 6.2%         | 5.7%           | 6.1%         |        |
| 제15회 | 4월 19일 | 6.3%           | 7.0%         | 6.3%           | 7.1%         |        |
| 제16회 | 4월 19일 | 6.3%           | 6.9%         | 6.6%           | 7.2%         |        |
| 제17회 | 4월 25일 | 5.8%           | 6.6%         | 5.1%           | 5.9%         |        |
| 제18회 | 4월 25일 | 6.1%           | 6.5%         | 6.4%           | 6.8%         |        |
| 제19회 | 4월 26일 | 6.1%           | 6.9%         | 5.3%           | 6.1%         |        |
| 제20회 | 4월 26일 | 6.4%           | 7.1%         | 6.3%           | 7.0%         |        |
| 제21회 | 5월 2일  | 5.1%           | 5.2%         | 4.8%           | 4.9%         |        |
| 제22회 | 5월 2일  | 5.8%           | 6.1%         | 6.0%           | 6.3%         |        |
| 제23회 | 5월 3일  | 6.7%           | 6.9%         | 6.2%           | 6.4%         |        |
| 제24회 | 5월 3일  | 6.9%           | 7.0%         | 6.5%           | 6.6%         |        |
| 제25회 | 5월 9일  | 5.5%           | 5.6%         | 4.7%           | 4.9%         |        |
| 제26회 | 5월 9일  | 6.0%           | 6.2%         | 5.9%           | 6.1%         |        |
| 제27회 | 5월 10일 | 6.9%           | 7.4%         | 5.9%           | 6.5%         |        |
| 제28회 | 5월 10일 | 7.0%           | 7.9%         | 7.2%           | 8.1%         |        |
| 제29회 | 5월 16일 | 5.1%           | 5.2%         | 5.1%           | 5.3%         |        |
| 제30회 | 5월 16일 | 5.3%           | 5.5%         | 5.6%           | 5.8%         |        |
| 제31회 | 5월 17일 | 6.7%           | 7.2%         | 6.7%           | 7.3%         |        |
| 제32회 | 5월 17일 | 7.0%           | 7.3%         | 7.0%           | 7.4%         |        |

## 동시간대 드라마
- KBS 수목 미니시리즈

《추리의 여왕 2》 (2018년 2월 28일 ~ 2018년 4월 19일)
《슈츠》 (2018년 4월 25일 ~ 2018년 6월 14일)
- MBC 수목드라마

《손 꼭 잡고, 지는 석양을 바라보자》 (2018년 3월 21일 ~ 2018년 5월 10일)
《이리와 안아줘》 (2018년 5월 16일 ~2018년7월19일 )
- tvN 수목드라마

《나의 아저씨》 (2018년 3월 21일 ~ 2018년 5월 17일)